# Olympische Sommerspiele 1956/Leichtathletik – Stabhochsprung (Männer)

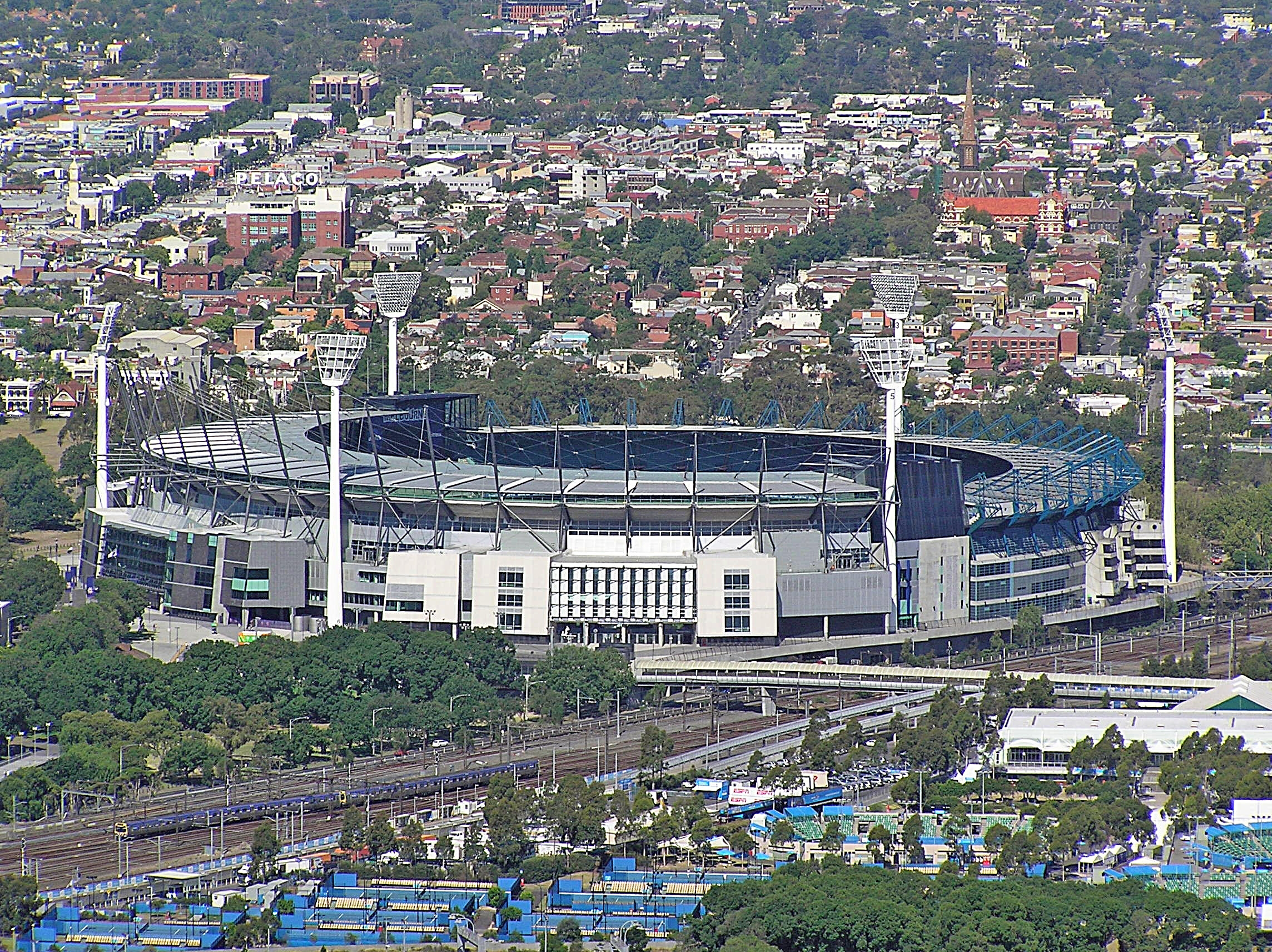
Melbourne Cricket Ground, Olympiastadion (hier im Jahr 2008)

Der Stabhochsprung der Männer bei den Olympischen Spielen 1956 in Melbourne wurde am 24. und 26. November 1956 im Melbourne Cricket Ground ausgetragen. Neunzehn Athleten nahmen teil.
Olympiasieger wurde der US-Amerikaner Bob Richards. Er gewann vor seinem Landsmann Bob Gutowski und dem Griechen Georgios Roumbanis.
Schweizer und österreichische Athleten nahmen nicht teil. Einziger deutscher Teilnehmer war Manfred Preußger, der den Wettkampf auf Platz acht beendete.

## Rekorde

### Bestehende Rekorde
| Weltrekord         | 4,77 m | Cornelius Warmerdam ( USA) | Modesto, USA                 | 23. Mai 1942  |
| Olympischer Rekord | 4,55 m | Bob Richards ( USA)        | Finale OS Helsinki, Finnland | 22. Juli 1952 |

### Rekordverbesserung
Der US-amerikanische Olympiasieger Bob Richards verbesserte im Finale am 26. November seinen eigenen olympischen Rekord um einen Zentimeter auf 4,56 m. Zum Weltrekord fehlten ihm allerdings 21 Zentimeter.

## Fiberglasstab
Bei diesen Olympischen Spielen kam von den meisten völlig unbemerkt zum ersten Mal bei einem Großereignis ein Fiberglasstab zum Einsatz. Der griechische Bronzemedaillengewinner Georgios Roumbanis experimentierte mit dieser neuen Art von Stäben und es ist nicht ganz nachvollziehbar, wieso dieses neue Material zunächst wieder in der Versenkung verschwand. Erst nach den Olympischen Spielen 1960 setzten sich Fiberglasstäbe dann unaufhaltsam weltweit durch und erst durch ihren Einsatz fiel Cornelius Warmerdams Uralt-Weltrekord.

## Durchführung des Wettbewerbs
Neunzehn Athleten traten am 24. November zu einer Qualifikationsrunde an. Die geforderte Qualifikationshöhe betrug 4,15 m und wurde von vierzehn Wettbewerbern – hellblau unterlegt – gemeistert. Für alle qualifizierten Springer fand das Finale am 26. November statt.

## Zeitplan
24. November, 10:00 Uhr: Qualifikation

26. November, 13:30 Uhr: Finale
Anmerkung: Alle Zeiten sind als Ortszeit von Melbourne angegeben. (UTC + 10)

## Legende
Kurze Übersicht zur Bedeutung der Symbolik – so üblicherweise auch in sonstigen Veröffentlichungen verwendet:
| – | verzichtet                            |
| o | übersprungen                          |
| x | ungültig                              |
| r | Wettkampf nicht fortgesetzt (retired) |

## Qualifikation
Datum: 24. November 1956, 10:00 Uhr
| Platz | Name                 | Nation       | 3,70 m | 3,85 m | 4,00 m | 4,15 m | Höhe   |
| ----- | -------------------- | ------------ | ------ | ------ | ------ | ------ | ------ |
| 1     | George Mattos        | USA          | –      | o      | –      | o      | 4,15 m |
| 2     | Wladimir Bulatow     | Sowjetunion  | –      | o      | o      | o      | 4,15 m |
| 2     | Giulio Chiesa        | Italien      | –      | o      | o      | o      | 4,15 m |
| 2     | Zbigniew Janiszewski | Polen        | –      | o      | o      | o      | 4,15 m |
| 5     | Ragnar Lundberg      | Schweden     | o      | o      | o      | o      | 4,15 m |
| 5     | Georgios Roumbanis   | Griechenland | o      | o      | o      | o      | 4,15 m |
| 7     | Bob Gutowski         | USA          | xo     | –      | –      | o      | 4,15 m |
| 8     | Anatoli Petrow       | Sowjetunion  | –      | o      | xo     | o      | 4,15 m |
| 8     | Witali Tschernobai   | Sowjetunion  | –      | xo     | o      | o      | 4,15 m |
| 8     | Zenon Ważny          | Polen        | –      | xo     | o      | o      | 4,15 m |
| 11    | Bob Richards         | USA          | –      | o      | xxo    | o      | 4,15 m |
| 12    | Eeles Landström      | Finnland     | –o     | o      | o      | xo     | 4,15 m |
| 12    | Manfred Preußger     | Deutschland  | o      | o      | o      | xo     | 4,15 m |
| 12    | Matti Sutinen        | Finnland     | o      | o      | o      | xo     | 4,15 m |
| 15    | Allah Ditta          | Pakistan     | –      | xxo    | xo     | xxx    | 4,00 m |
| 16    | Rolando Cruz         | Puerto Rico  | o      | o      | xxo    | xxx    | 4,00 m |
| 17    | Bruce Peever         | Australien   | o      | o      | xxx    |        | 3,85 m |
| 18    | Peter Denton         | Australien   | xo     | o      | xxx    |        | 3,85 m |
| NM    | Victor Sillon        | Frankreich   | –      | x– –   | r      |        | ogV    |

## Finale

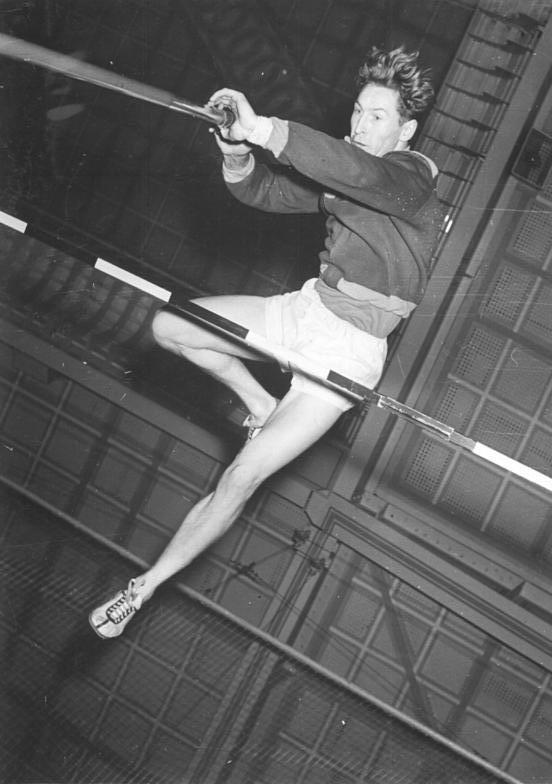
Trainingssprung von Manfred Preußger – im Finale auf Platz acht und 1964 in Tokio dann auf Rang vier

Datum: 26. November 1956, 13:30 Uhr
|       |                      |              | Sprunghöhen (m) | Sprunghöhen (m) | Sprunghöhen (m) | Sprunghöhen (m) | Sprunghöhen (m) | Sprunghöhen (m) | Sprunghöhen (m) | Sprunghöhen (m) | Sprunghöhen (m) | Sprunghöhen (m) |          |           |
| Platz | Name                 | Nation       | 4,00            | 4,15            | 4,25            | 4,35            | 4,40            | 4,45            | 4,50            | 4,53            | 4,56            | 4,59            | Resultat | Anmerkung |
| ----- | -------------------- | ------------ | --------------- | --------------- | --------------- | --------------- | --------------- | --------------- | --------------- | --------------- | --------------- | --------------- | -------- | --------- |
| 1     | Bob Richards         | USA          | o               | o               | o               | o               | o               | o               | o               | o               | xo              | xxx             | 4,56 m   | OR        |
| 2     | Bob Gutowski         | USA          | o               | o               | o               | xo              | xo              | xxo             | o               | o               | xxx             |                 | 4,53 m   |           |
| 3     | Georgios Roumbanis   | Griechenland | o               | o               | xo              | xo              | o               | o               | o               | xxx             |                 |                 | 4,50 m   |           |
| 4     | George Mattos        | USA          | o               | –               | o               | o               | xxx             |                 |                 |                 |                 |                 | 4,35 m   |           |
| 5     | Ragnar Lundberg      | Schweden     | o               | –               | o               | xxx             |                 |                 |                 |                 |                 |                 | 4,25 m   |           |
| 6     | Zenon Ważny          | Polen        | o               | o               | o               | xxx             |                 |                 |                 |                 |                 |                 | 4,25 m   |           |
| 7     | Eeles Landström      | Finnland     | o               | –               | xo              | xxx             |                 |                 |                 |                 |                 |                 | 4,25 m   |           |
| 8     | Manfred Preußger     | Deutschland  | o               | xo              | xo              | xxx             |                 |                 |                 |                 |                 |                 | 4,25 m   |           |
| 9     | Wladimir Bulatow     | Sowjetunion  | xo              | o               | xxx             |                 |                 |                 |                 |                 |                 |                 | 4,15 m   |           |
| 9     | Giulio Chiesa        | Italien      | xo              | o               | xxx             |                 |                 |                 |                 |                 |                 |                 | 4,15 m   |           |
| 11    | Anatoli Petrow       | Sowjetunion  | o               | xo              | xxx             |                 |                 |                 |                 |                 |                 |                 | 4,15 m   |           |
| 12    | Zbigniew Janiszewski | Polen        | xo              | xo              | xxx             |                 |                 |                 |                 |                 |                 |                 | 4,15 m   |           |
| 13    | Witali Tschernobai   | Sowjetunion  | o               | xxx             |                 |                 |                 |                 |                 |                 |                 |                 | 4,00 m   |           |
| NM    | Matti Sutinen        | Finnland     | xxx             |                 |                 |                 |                 |                 |                 |                 |                 |                 | ogV      |           |

Favorit war der Sieger der letzten Spiele Bob Richards, der in der Qualifikation allerdings leichte Probleme hatte. Hoch eingeschätzt wurden auch der Schwede Ragnar Lundberg und der Finne Eeles Landström.
Die beiden Skandinavier schieden schon früh mit übersprungenen 4,25 m aus. Nur Richards, seine Landsleute Bob Gutowski und George Mattos sowie der Grieche Georgios Roumbanis waren da noch im Rennen. Mattos scheiterte an 4,40 m, die seine Kontrahenten überqueren konnten. Auch bei 4,45 m und 4,50 m blieben Richards, Gutowski und Roumbanis dabei. Erst bei 4,53 m musste Roumbanis, der überraschend so weit gekommen war, den Wettkampf beenden. Gutowski scheiterte dann an 4,56 m, die Richards im zweiten Versuch übersprang. An 4,59 m scheiterte er jedoch dann auch. Seinen eigenen olympischen Rekord verbesserte Richards um einen Zentimeter, Cornelius Warmerdams Weltrekord aus dem Jahr 1942 lag allerdings weitere 21 Zentimeter höher.
Im dreizehnten olympischen Finale sprang Richards zur vierzehnten Goldmedaille für die USA – 1908 hatte es zwei Sieger, beide aus den USA, gegeben.

## Video
- Melbourne 1956 Official Olympic Film - Part 5 | Olympic History, Bereich: 1:35 min bis 5:38 min, youtube.com, abgerufen am 16. August 2021